# Elsdorf (Niedersachsen)
Elsdorf (plattdeutsch Elsdörp) ist eine Gemeinde im Landkreis Rotenburg (Wümme) in Niedersachsen. Neben dem Hauptort Elsdorf gehören auch die Orte Badenhorst, Bockhorst, Ehestorf, Frankenbostel, Hatzte, Nindorf, Poitzendorf, Rüspel und Volkensen zur Gemeinde.

## Geschichte
Elsdorf wurde 1024/1028 erstmals als Alliestorpe in einer Urkunde des Verdener Bischofs Wigger erwähnt. Die heutige Feldsteinkirche wurde zwischen 1797 und 1799 gebaut.
Wohl nicht in Elsdorf selbst, sondern im benachbarten Burg Elsdorf lebte um 1050 eine Dame höchsten Adels namens Ida von Elsdorf. Sie war nach dem zweihundert Jahre später schreibenden Chronisten Albert von Stade väterlicherseits eine Nichte des Kaisers Heinrich III. und mütterlicherseits eine Nichte des Papstes Leo IX.
Sie errichtete am Ende des 11. Jahrhunderts zusammen mit ihrem Sohn Burchard eine Burg. Gräfin Ida von Schwaben hatte nach dem Tode ihres ersten Mannes Graf Lippold von Stade und Dithmarschen dessen Güter bei Elsdorf als Witwensitz erhalten. Nach ihrem Tod ist die Burg wie ihre übrigen Güter vermutlich an die Grafschaft Stade gegangen. Im 13. Jahrhundert besaßen die Stader Ministerialen Herren von Elsdorf die Burg.
In der Folgezeit scheint die Burg verfallen und aufgegeben worden zu sein. In der Nachbarschaft des Burgplatzes entstand ein Gutshof, der erst in der 2. Hälfte des 17. Jahrhunderts als adelig freier Hof im Besitz einer von Düring in den Quellen erscheint. Um 1800 wurde das Gut vom damaligen Inhaber, dem Freiherrn von Bachtenbrock, aufgeteilt. Der daraus hervorgegangene Hof "Burgwall" bewahrt den Namen. 1958 wurde beim Bau des Wohnhaus-Zwischenbaus des Hofs der Graben der oberflächlich nicht mehr sichtbaren Burg angeschnitten. Im 20. Jh. war auch noch ein Teil des Walls erhalten.

### Eingemeindungen
Am 1. März 1974 wurden mit der Gebietsreform in Niedersachsen die Gemeinden Ehestorf, Frankenbostel, Hatzte, Rüspel und Volkensen eingegliedert.

## Politik

### Gemeinderat

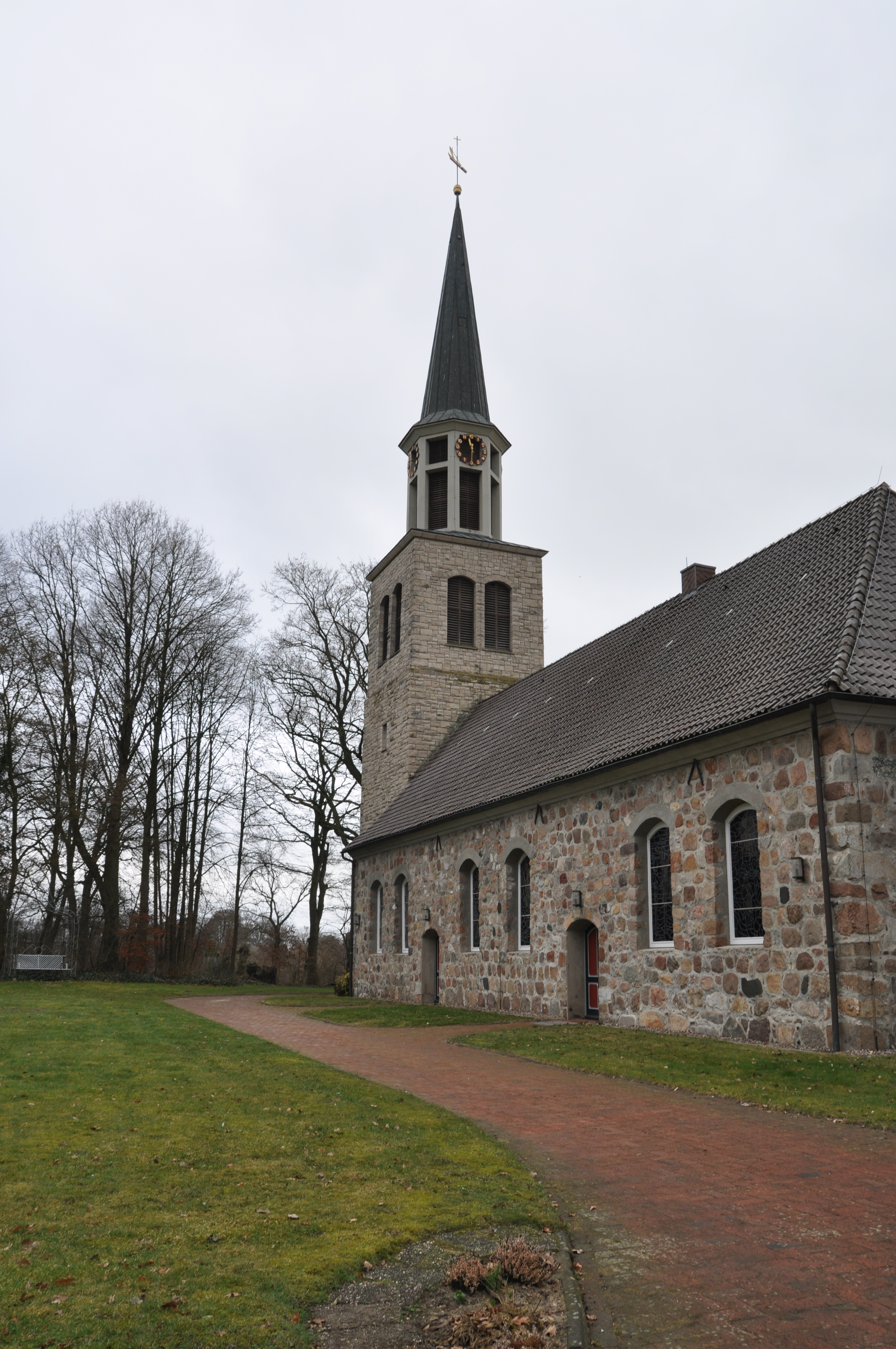
Kirche in Elsdorf

Der Rat der Gemeinde Elsdorf besteht aus 13 Ratsfrauen und Ratsherren. Dies ist die festgelegte Anzahl für die Mitgliedsgemeinde einer Samtgemeinde mit einer Einwohnerzahl zwischen 2.001 und 3.000 Einwohnern. Die Ratsmitglieder werden durch eine Kommunalwahl für jeweils fünf Jahre gewählt. Die aktuelle Amtszeit begann am 1. November 2021 und endet am 31. Oktober 2026.
Die letzten Gemeinderatswahlen ergaben folgende Sitzverteilungen:
| Partei      | 2021 | 2016 |
| ----------- | ---- | ---- |
| CDU         | 7    | 8    |
| SPD         | 4    | 3    |
| WFB Elsdorf | 1    | 2    |
| Grüne       | 1    | –    |

### Bürgermeister
Der Gemeinderat wählte das Gemeinderatsmitglied Andreas Bellmann (CDU) zum ehrenamtlichen Bürgermeister für die aktuelle Wahlperiode.

### Wappen
Das Wappen von Elsdorf ist geteilt und oben gespalten. Es zeigt vorn oben auf blauem Grund einen silbernen Ritter mit rotem Schild, das wiederum ein silbernes Kreuz zeigt. Hinten oben sind ein silbernes Kreuz sowie ein silberner Kelch auf goldenem Grund abgebildet. Unten ist eine rote Burgmauer mit silbernem Durchgang dargestellt.

## Kultur und Sehenswürdigkeiten
- Wohn- und Wirtschaftsgebäude Schmaler Weg 1 von um 1800 in Fachwerk mit reetgedecktem Krüppelwalmdach und Niedersachsengiebel
- Wohn- und Wirtschaftsgebäude Neue Straße 12 von 1797 in Hatzke

## Wirtschaft und Infrastruktur

### Verkehr
In der Gemeinde Elsdorf liegt die Autobahn A 1 (Hamburg–Bremen) mit der Anschlussstelle Elsdorf. Die 2012 fertiggestellte 2,35 km lange Umgehungsstraße verbindet die ebenfalls 2012 vollendete Anschlussstelle mit Elsdorf.
Elsdorf liegt an der heute nur noch im Güterverkehr betriebenen Eisenbahnstrecke Bremervörde–Rotenburg (Wümme).

### Ansässige Unternehmen
Wichtigste Betriebe in der Gemeinde sind die Heideblume-Molkerei Elsdorf-Rotenburg AG und die Elsdorfer Feinkost AG.

### Einrichtungen, Vereine
- Kindergarten Schulstraße 16
- Grundschule Elsdorf, Schulstraße 12
- Freiwillige Feuerwehr Elsdorf, Bargerweg 4
- TuS Elsdorf von 1908, Lerchenweg 7; Sportverein mit um 1000 Mitgliedern und mehreren Sportarten
- Turnhalle Schulstraße
- Schützenverein Elsdorf und Umgegend von 1914, Schulstraße 13